# Cerkiew św. Dymitra w Rovném
Cerkiew św. Dymitra w Rovném – nieistniejąca drewniana greckokatolicka cerkiew filialna, wzniesiona 1782 w Rovném.
Cerkiew zbudowana w 1782 przez majstra Stefana Tylkę (data i napis na nadprożu wejścia do bramki w ogrodzeniu cmentarza przycerkiewnego). Uszkodzona podczas działań wojennych w 1944. Była to budowla drewniana konstrukcji zrębowej, trójdzielna. Prezbiterium zamknięte trójbocznie, babiniec szerszy od nawy. W przedłużeniu babińca słupowy przedsionek. Wieża słupowo-ramowa o pochyłych ścianach, z dwoma słupami nośnymi umieszczonymi wewnątrz babińca oraz dwoma w przedsionku. Znacznie węższa od babińca, z izbicą. Nad nawą łamany dach namiotowy, nad prezbiterium dach kalenicowy, między nawą a wieżą dość wysoki odcinek dachu kalenicowego. Hełm wieży i zwieńczenia nawy i prezbiterium baniaste, z pozornymi latarniami. Wewnątrz w prezbiterium strop na belkach, ze zrębową fasetą, w nawie kopuła namiotowa.
W Muzeum Szaryskim w Bardejowie znajduje się kilka niezwykle cennych ikon przeniesionych z tej cerkwi: 
- Deesis
- św. Mikołaja
- Hodegetrii
- św. Michała Archanioła
- św. Paraskewy

Wszystkie pochodzą z XVI w. i zostały odsłonięte w 1967 spod barokowych przemalowań.
Cerkiew rozebrano przed 1969. 